# Починок (Кардымовский район)
Почи́нок  — деревня  в  Смоленской области России,  в Кардымовском районе. По состоянию на 2007 год постоянного населения не имеет . Расположена в центральной части области  в 15 км к югу от Кардымова,  на правом берегу реки Большой Вопец. В 2,5 км к северо-западу от деревни разъезд Конец на железной дороге Смоленск - Сухиничи. Входит в состав Нетризовского сельского поселения.

## История
До XX века вновь образованные сельские поселения называли Починками, отсюда и пошло название деревни.